# 後台站
後台站（日语：／ Godai eki */?）是位於茨城縣那珂市後台字宿東695號，東日本旅客鐵道（JR東日本）的水郡線車站。

## 歷史
- 1935年（昭和10年）9月1日：國有鐵道旅客車站啟用。當時車站名稱寫法為「後臺」[1]。
- 1941年（昭和16年）8月10日：車站暫停營業。
- 1953年（昭和28年）2月1日：車站重開。
- 1987年（昭和62年）4月1日：伴隨國鐵分割民營化，車站由東日本旅客鐵道（JR東日本）營運。
- 2001年（平成13年）5月8日：設置簡易型自動售票機[2]。

## 車站構造
此站是地面車站，設有1面1線的單式月台。

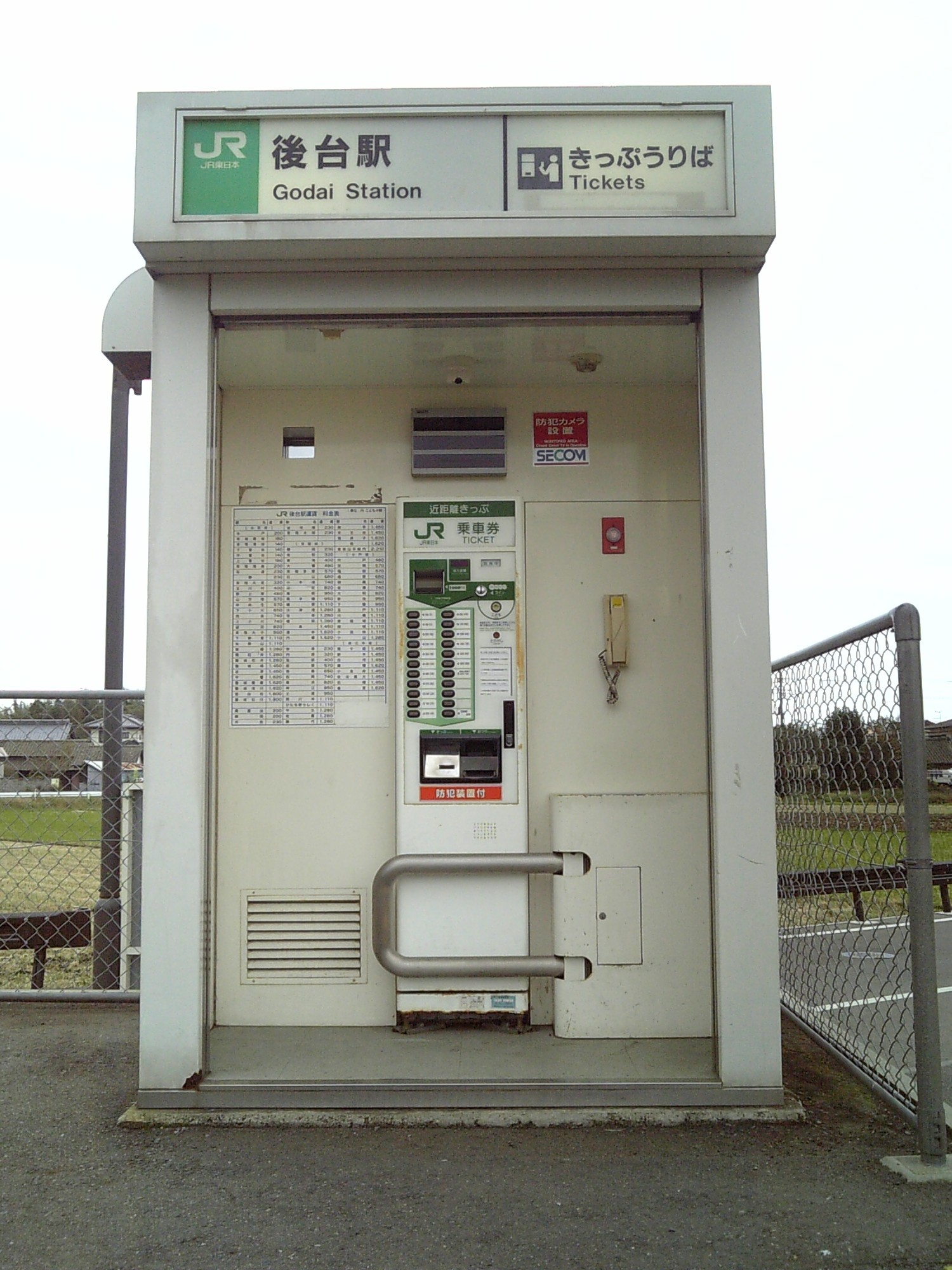
此站設置的簡易自動售票機

此站是由上菅谷站管理的無人車站。此站位於學校附近，因此較多學生乘客使用。曾經設有快速列車並停靠此站。平日早上設有車站職員在此站當值。另外，此站設有揚聲器，當列車發生延誤，車站內會廣播相關資訊。
此站設有簡易自動售票機。現時，簡易型自動售票機遷移至候車室內。在售票機設置當初可購買東京山手線內至水戶站之間的自由席特急票，現時已經停止發售上述車票，這是由於上述車票在投進下車站自動閘機時經常發生問題。在候車室內設有簡易電子顯示牌，從電子牌可得知列車運行狀況。
站前設有單車停泊處、接送乘客專用停車場和公廁。

## 車站周邊
車站附近設有住宅區和數處教育機構。車站周邊的地名是那珂市後台，設施名稱會以後台和五台（舊村名，在1955年合併成為那珂町）表示。
- 茨城縣立水戶農業高等學校（日语：茨城県立水戸農業高等学校）
- 茨城縣立那珂高等學校（日语：茨城県立那珂高等学校）
- 茨城縣立茨城學園
- 茨城女子短期大學
- 那珂市立五台小學
- 那珂市立五台幼稚園
- 認定兒童園大成學園幼稚園
- 那珂五台郵局
- Seicomart（日语：セイコーマート）那珂後台店
- 國道349號（日语：国道349号）

## 巴士路線
最近車站的巴士站是「後台站入口」。
- 茨城交通[3]
  - 前往水戶站（經青柳町）
  - 前往茨大前營業所（經那珂高校、茨女短大、水農前）

### 取消路線
在2020年前，曾經設有那珂市的社區巴士「向日葵巴士」。早上設有從「後台站前」前往高等學校、短大方向，黃昏從高等學校、短大前往後台站，各有1班。

## 相鄰車站
東日本旅客鐵道（JR東日本）
■水郡線
常陸津田－後台－下菅谷

## 注腳
1. ↑  . dl.ndl.go.jp: 4.   [2019-01-15]. （原始内容存档于2019-01-15） （日语）.
2. ↑  . 交通新聞 (交通新聞社). 2001-05-01: 3 （日语）.
3. ↑  時刻表検索　後台駅入口（日語） 茨城交通　2020年4月22日參閲
4. ↑  . www.city.naka.lg.jp. 那珂市.   [2018-10-18]. （原始内容存档于2022-06-14） （日语）.

## 外部連結
- 車站資訊（後台）：東日本旅客鐵道（日語）